# Kąty Walichnowskie
Kąty Walichnowskie – wieś w Polsce, położona w województwie łódzkim, w powiecie wieruszowskim, w gminie Czastary.
W latach 1975–1998 miejscowość należała administracyjnie do województwa kaliskiego.

## Historia
Miejscowość historycznie należy do ziemi wieluńskiej i pierwotnie związana była z Wielkopolską. Ma metrykę średniowieczną i istnieje co najmniej od XIV wieku. Pierwsze wzmianki o miejscowości zapisane zostały w 1377 i 1397 jako "Canthy", "Kanthi", "Kavthi", "Clathy" .
W pobliżu miejscowości archeolodzy odkryli grodzisko stożkowate. Wieś została odnotowana w historycznych dokumentach prawnych i podatkowych. W latach 1403–04 żona Wierusza, Katarzyna, córka Maćka Borkowica, toczyła spór o znajdujące się tu grodzisko z wojewodziną kaliską Wichną. 1467 Małgorzata z Wieruszowa sprzedała wieś J. Kępińskiemu z Baranowa. W 1520 miejscowość leżała w parafii Walichnowy, a w 1532 wymieniona po łacinie jako "villa deserta" .